# Epidiorita
Les epidiorites són roques basàltiques recristal·litzades per metamorfisme regional amb una possible textura ofítica relicta. També poden ser roques granades, en general de color verdós, procedents de l'alteració completa d'un gabre per sassuritització i uralitització. Segons la definició antiga proposada per Gümbel, eren diorites en les quals el piroxè s'ha transformat en hornblenda (amfíbol).